# Prunus herthae
Prunus herthae — вид квіткових рослин з родини трояндових (Rosaceae). Ареал охоплює такі країни: Еквадор, Перу.

## Середовище
Він мешкає в нижніх гірських та гірських вічнозелених лісах на східних схилах гірського хребта Анд. Він розподілений між 1150 та 2190 метрами.

## Морфологічна характеристика
Це дерево заввишки до 20 метрів, з білими квітками та чорними плодами з насінням з мигдальним ароматом.